# Axtel
Axtel, S.A.B. de C.V. (conocido simplemente como Axtel), es una empresa de  Tecnologías de la Información y Comunicación mexicana fundada en 1994 y con sede en Monterrey, Nuevo León. Ofrece soluciones empresariales y se ha destacado en los mercados empresarial, gubernamental y mayorista, a través de sus marcas comerciales Alestra y Axtel Networks (Axnet).

## ¿Qué es Axtel?
Axtel es una empresa mexicana de Tecnologías de la Información y Comunicación en los mercados empresarial, gubernamental y mayorista a través de sus marcas comerciales Alestra y Axtel Networks (Axnet) 
Cuenta con 50,000 kilómetros de red de fibra, el 10% de la cobertura de Telmex 3,800 empleados y más de 12,000 clientes 